# Palagiano
Palagiano község (comune) Olaszország Puglia régiójában, Taranto megyében.

## Fekvése
A Tarantói-öböl partján fekszik, Taranto városától északnyugatra.

## Népessége
A népesség számának alakulása:

## Főbb látnivalói
- Maria Santissima Annunziata-templom - 18. századi barokk templom.
- Santa Maria Immacolata-templom - 17. századi templom.
- Santa Maria di Lenne-templom - egy 12. századi bencés kolostor fennmaradt része.
- Parete Pinto - egy ókori római villa romjai.